# Denville Hall
Denville Hall est un bâtiment historique de Northwood, une ville du Quartier d'Hillingdon, situé à Londres en Angleterre. Il sert de maison de retraite pour les acteurs professionnels et les membres d'autres professions des intermittents du spectacle. Le bâtiment actuel comprend une partie d'une maison du XVIe siècle, reconstruite en 1851 puis considérablement agrandie après être devenue une maison de retraite en 1926. De nombreux acteurs et actrices britanniques connus y ont résidé.

## Histoire et description
Denville Hall comporte une partie d'une maison remontant au XVIe siècle, appelée Maze Farm. Au XVIIIe siècle, le bâtiment appartient au juge Sir John Vaughan. En 1851, il est reconstruit dans le style néogothique victorien par Daniel Norton et rebaptisé Northwood Hall,. Alfred Denville, imprésario, acteur-manager et député, achète le bâtiment en 1925 et le dédie au métier d'acteur en mémoire de son fils Jack, mort à l'âge de 26 ans des suites de complications de blessures qu'il avait subi au cours de la Première Guerre mondiale. Il rebaptise alors le bâtiment Denville Hall et crée un organisme de bienfaisance du même nom. Il est officiellement ouvert en tant que maison de repos en juillet 1926 par la princesse Louise, alors princesse royale.
Le bâtiment, considérablement agrandi dans les années qui ont suivi, est classé. Un autre projet de rénovation et d'agrandissement avec aménagement paysager, par Acanthus LW Architects, est achevé en 2004.
Simon Williams, ancien coprésident de Denville Hall pendant 15 ans, a mis en scène certaines de ses expériences dans sa pièce de théâtreLaying the Ghost
.

## Installations et services
Bien que les acteurs aient la priorité, la maison est ouvertes à d'autres personnes de l'industrie du spectacle, y compris le cirque, comme les agents et les danseurs, et leurs conjoints de plus de 70 ans. Elle offre divers soins : infirmiers, de convalescence, de démence et palliatifs. Les résidents peuvent séjourner à long ou à court terme et il est possible de suivre des séances de physiothérapie,. Il y a également un café subventionné sur le site,.

## Résidents célèbres
De nombreux acteurs et actrices britanniques ont passé leurs années de retraite à Denville Hall. tous les acteurs et actrices répertoriés ici sont décédés :
- Nicholas Amer[14]
- Richard Attenborough[15],[16]
- Gabrielle Blunt
- Margot Boyd[17]
- Nan Braunton
- Alan Brien[18]
- Tony Britton
- Douglas Byng[19]
- Patsy Byrne[20]
- Peter Byrne[21]
- Kathleen Byron[22]
- Brian Cant[23]
- Pat Coombs[24]
- Brenda Cowling[25]
- Aimée Delamain[26]
- Maurice Denham[27]
- Leonard Fenton[28]
- Dulcie Gray[29]
- Peter Hall[30]
- Margaret Harris
- Robert Hardy[31]
- Doris Hare[32]
- Rose Hill[33]
- John Horsley[34]
- Geoffrey Keen
- Jo Kendall[35]
- Annette Kerr[36]
- Mark Kingston[37]
- Roger MacDougall[38]
- Elspeth March
- Betty Marsden[39]
- Frank Middlemass
- Jeanne Mockford[40]
- Peggy Mount[41]
- Daphne Oxenford[7],[42]
- Muriel Pavlow[43]
- Richard Pearson
- Arnold Ridley[44]
- Brian Rix[45]
- Paul Rogers
- Clifford Rose[46]
- Andrew Sachs[47]
- Peter Sallis[48]
- Carmen Silvera[49]
- Gerald Sim[50]
- Sheila Sim, Lady Attenborough[15]
- Anthony Steel[51]
- Ronnie Stevens[52]
- Malcolm Terris
- Josephine Tewson[53]
- Geoffrey Toone[7]
- David Warner[54]
- Moray Watson[55]
- Elisabeth Welch[56]
- Billie Whitelaw[57]
- John Woodnutt[58]
- Edgar Wreford[59]

## Soutiens
La maison de retraite et l'organisme de charité ont eu un certain nombre de soutiens notables, à l'instar de Richard Attenborough, dont la veuve Sheila, Lady Attenborough, résida également à Denville Hall, en a été le président. À la fin des années 1960 et au début des années 1970, divers artistes tels que Sean Connery, Michael Caine, Paul Scofield et Elizabeth Taylor (pour ses débuts à la télévision) ont fait don de leurs cachets pour reconstruire la maison,. En 1999, décor original de La Souricière, après 47 ans d'utilisation continue, a été vendu aux enchères afin de collecter des fonds pour Denville Hall. La restauratrice Elena Salvoni a fait don d'une partie des bénéfices de son autobiographie de 2007, Eating Famously, à la maison. Terence Rattigan a légué ses biens à des œuvres de charité, toutes les redevances de ses pièces étant reversées à Denville Hall et au King George V Fund for Actors and Actresses.